# 松平清方
松平 清方（まつだいら きよかた）は、江戸時代中期の上野国館林藩の世嗣。官位は従五位下、靱負佐、内蔵頭。3代将軍徳川家光の曾孫で甲府藩主・徳川綱重の孫。6代将軍徳川家宣の甥。

## 略歴
甲府藩士・越智吉忠（松平清武の初名）の長男として誕生。伯父・綱豊（のち徳川家宣）が将軍家世子となったため、父の吉忠改め清宣（のち清武）も松平姓を与えられて幕臣となる。
その後、父の吉忠が宝永4年（1707年）に館林藩主になると清方も同年、大叔父の5代将軍・徳川綱吉に拝謁した。
伯父・家宣が将軍職を継いだ後の正徳元年（1711年）には叙任されている。
正徳6年（1716年）に7代将軍・徳川家継（清方と家継は父方の従兄弟同士）が死去した時、父・清武は次期将軍候補に挙がったが、高齢かつ他家に養子に出ていることが理由で、支持を得ることができなかった。
享保9年（1724年）に家督を継ぐことなく父に先立ち28歳で死去した。代わって、尾張徳川家支藩の高須藩から武雅が養子に迎えられて嫡子となり、同年に清武が没すると家督を継いだ。清武・清方父子の死により、家光の男系子孫は断絶した。

## 系譜
- 父：松平清武（1663-1724）
- 母：桑原氏
- 正室：須和 - 酒井忠真の養女、前田利直の娘
- 子：なし